# Frontier Flying Service
Frontier Flying Service, работающая под торговой маркой Frontier Alaska, — американская авиакомпания местного значения со штаб-квартирой в городе Фэрбанкс (Аляска, США), выполняющая регулярные пассажирские, грузовые, почтовые и чартерные перевозки между небольшими аэропортами штата Аляска.
Портом приписки авиакомпании и её главным транзитным узлом (хабом) является Международный аэропорт Фэрбанкс, в качестве дополнительных хабов используются Международный аэропорт имени Теда Стивенса, Аэропорт имени Уили Поста-Уилла Роджерса, Аэропорт имени Ральфа Вайена и Аэропорт Бетел.

## История
Авиакомпания Frontier Flying Service была основана в 1950 году полковником военно-воздушных сил США в отставке Ричардом Макинтайром и в течение долгого периода времени работала в области чартерных и регулярных почтовых перевозок по небольшим населённым пунктам Аляски, при этом перевозки почтовой корреспонденции осуществлялись по долгосрочному контракту с другой авиакомпанией Wien Air Alaska. В 1974 году Frontier Flying Service была приобретена бизнесменом Джоном Гайдуковичем.
В 2005 году произошло слияние двух авиаперевозчиков Frontier Flying Service и Cape Smythe Air Services, объединённая авиакомпания продолжила операционную деятельность под брендом первой компании.
Весной 2008 года Frontier Flying Service начала процесс объединения с другой авиакомпанией местного значения Hageland Aviation Services. В настоящее время оба перевозчика работают по отдельным сертификатам эксплуатанта, но под одной торговой маркой (брендом) Frontier Alaska, при этом Frontier Flying Service выполняет рейсы главным образом между средними и крупными аэропортами штата, а Hageland Aviation Services работает на маршрутной сети между малыми, средними и труднодоступными аэропортами штата с одной стороны и точками присутствия Frontier — с другой. Слияние авиакомпаний позволило Frontier Alaska стать крупнейшим по размеру флота и числу регулярных рейсов коммерческим авиаперевозчиков на Аляске.
8 июля 2008 года базирующаяся в Сиэтле магистральная авиакомпания Alaska Airlines объявила о заключении партнёрского договора с Frontier Flying Service, действующей под брендом Frontier Alaska. Данное соглашение вступило в силу осенью того же года.
27 февраля 2009 года авиационный холдинг, в состав которого входит Frontier Flying Service, приобрела конкурирующую на рынке авиаперевозок Аляски авиакомпанию Era Aviation.

## Флот
В 2007 году воздушный флот авиакомпании Frontier Flying Service составляли следующие самолёты:
| Тип самолёта             | Количество |
| ------------------------ | ---------- |
| Raytheon Beech BE-1900-C | 12         |
| Piper PA-31-350          | 11         |

## Маршрутная сеть
По состоянию на начало сентября 2007 года Frontier Flying Service выполняла регулярные пассажирские рейсы по следующим пунктам назначения:
- Анкоридж (ANC) — Международный аэропорт Анкоридж имени Теда Стивенса (хаб)
- Аниак (ANI) — Аэропорт Аниак
- Анвик (ANV) — Аэропорт Анвик
- Аткасук (ATK) — Аэропорт Аткасук имени Эдварда Барнелла
- Барроу (BRW) — Аэропорт Барроу имени Уили Поста-Уилла Роджерса (хаб)
- о. Бартер/Кактовик (BTI) — Аэропорт Бартер-Айленд LRRS
- Бетел (BET) — Аэропорт Бетел (хаб)
- Бревиг-Мишен (KTS) — Аэропорт Бревиг-Мишен
- Бакленд (BKC) — Аэропорт Бакленд
- Дедхорс (SCC) — Аэропорт Дедхорс
- Диринг (DRG) — Аэропорт Диринг
- Элим (ELI) — Аэропорт Элим
- Фэрбанкс (FAI) — Международный аэропорт Фэрбанкс (хаб)
- Форт-Юкон (FYU) — Аэропорт Форт-Юкон
- Галена (GAL) — Аэропорт имени Эдварда Г. Питка
- Гамбелл (GAM) — Аэропорт Гамбелл
- Головин (GLV) — Аэропорт Головин
- Грейлинг (KGX) — Аэропорт Грейлинг
- Холи-Кросс (HCR) — Аэропорт Холи-Кросс
- Хуслия (HSL) — Аэропорт Хуслия
- Калскаг (KLG) — Аэропорт Калскаг
- Калтаг (KAL) — Аэропорт Калтаг
- Кайана (IAN) — Аэропорт имени Боба Бейкера
- Кивалина (KVL) — Аэропорт Кивалина
- Коцебу (OTZ) — Аэропорт имени Ральфа Вайена (хаб)
- Коюк (KKA) — Аэропорт Коюк имени Альфреда Адамса
- Коюкук (KYU) — Аэропорт Коюкук
- Ноатак (WTK) — Аэропорт Ноатак
- Ном (OME) — Ном (аэропорт)
- Нурвик (ORV) — Аэропорт имени Роберта (Боба) Куртиса
- Нуиксут (NUI) — Аэропорт Нуиксут
- Нулато (NUL) — Аэропорт Нулато
- Пойнт-Хоп (PHO) — Аэропорт Пойнт-Хоп
- Пойнт-Лей (PIZ) — Аэропорт Пойнт-Лей LRRS
- Руби (RBY) — Аэропорт Руби
- Рашен-Мишен (RSH) — Аэропорт Рашен-Мишен
- Селавик (WLK) — Аэропорт Селавик
- Шагелук (SHX) — Аэропорт Шагелук
- Шишмарёв (SHH) — Аэропорт Шишмарёв
- Сент-Мэрис (KSM) — Аэропорт Сент-Мэрис
- Танана (TAL) — Аэропорт имени Ральфа М. Кэлхуна
- Теллер (TLA) — Аэропорт Теллер
- Уэйнрайт (AIN) — Аэропорт Уэйнрайт
- Уэйлс (WAA) — Аэропорт Уэйлс
- Уайт-Маунтин (WMO) — Аэропорт Уайт-Маунтин

## Авиапроисшествия и несчастные случаи
30 октября 1979 года, самолёт Douglas C-47B (регистрационный номер N99663) при совершении посадки в Аэропорту Беттлс вследствие ошибок командира ВС столкнулся с тремя самолётами, находившимися в это время на стоянке. Лайнер выполнял грузовой рейс из Международного аэропорта Фэрбанкс в Аэропорт Эмблер с промежуточной посадкой в аэропорту Беттлс. В результате инцидента все четыре самолёта получили значительные повреждения.